# Жупањац
Жупањац је насеље у градској општини Лазаревац у граду Београду. Према попису из 2022. било је 452 становника.
Овде се налази Археолошко налазиште Лугови.

## Положај села
Жупањац је на десној страни долине Љига, недалеко од његовог ушћа у Колубару. Куће су по „жупним“ странама брда Човке и Чота, па је по овом положају добило име. Сеоски потес граничи се до Чибутковице речицом Грабовицом. Кроз село теку Лошев Поток, који раздваја Горњи Крај села од Доњег Краја и утиче у Љиг. Од Обренове Ливаде почие потес села Петка, а границу чини сеоски пут који се спушта од брда Човке и води у село Ћелије, које припада ваљевској Колубари. Река Љиг је на граници према Прњавору (Боговађи). Он чини штете њивама, али само после већих киша и отапања снега. Казује се да се раније чешће изливао него данас. Циганско насеље је у Горњем Крају, у долини речице Грабовице.

## Воде
По селу има малих и безимених извора, који лети пресушују. Најбоља вода је на Великом Бунару (природном извору) у Буквару. Водом се мештани служе са бунара а стока се напаја на потоцима и реци Љигу. У долини Грабовице је Кисела Вода, која извире час на левој а час на десној обали речице.

## Земље и шуме
Њиве и ливаде су на местима која се зову: Луг, Просине, Ледињак, Иве, Косово и Кључеви – поред Љига, Зољевац, Парлошчић и Салашина. Сеоска утрина је у Парлогама. Испаше и шуме су слабе: Лички Јаз, Јеремина Коса, Дуга Коса и Слатинска Коса.

## Старине у селу
У Луговима се налазе печене земљане коцке величине 6 са 4 сантиментра. Ту се понекад ископавају оловне полуге. Стари Николин Гроб је поред пута за Лазаревац, о коме се данас ништа не зна. Ипод Бране, на Љигу, пролазио је неки стари пут.

## Подаци о селу
Данашње гробље је ипод брда Чота. Литија се носила на мали Спасовдан а сада се носи на Трећи дан Ускрса. У селу има доста кречана у којима се пече креч као и у суседном селу Ћелијама.
Као насеље Жупањац је унет у Ебшелвицову карту. У архивским актима помиње се 1811. и 1818. године, када је имао 21 кућу, а 1844. године је имао 30 кућа са 202 становника. Данас у њему има 13 родова са 92 куће и један цигански род са 13 кућа.

## Демографија
У насељу Жупањац живи 443 пунолетна становника, а просечна старост становништва износи 38,6 година (36,0 код мушкараца и 41,3 код жена). У насељу има 162 домаћинства, а просечан број чланова по домаћинству је 3,59.
Ово насеље је великим делом насељено Србима (према попису из 2002. године).
|  |

| Демографија | Демографија | Демографија |
| Година      | Становника  | Становника  |
| ----------- | ----------- | ----------- |
| 1948.       | 594         |             |
| 1953.       | 596         |             |
| 1961.       | 581         |             |
| 1971.       | 552         |             |
| 1981.       | 597         |             |
| 1991.       | 650         | 638         |
| 2002.       | 582         | 585         |

| Етнички састав према попису из 2002.‍ | Етнички састав према попису из 2002.‍ | Етнички састав према попису из 2002.‍ | Етнички састав према попису из 2002.‍ | Етнички састав према попису из 2002.‍ |
| ------------------------------------ | ------------------------------------ | ------------------------------------ | ------------------------------------ | ------------------------------------ |
|                                      |                                      |                                      |                                      |                                      |
| Срби                                 | Срби                                 |                                      | 568                                  | 97,59%                               |
| Роми                                 | Роми                                 |                                      | 12                                   | 2,06%                                |
| Словенци                             | Словенци                             |                                      | 1                                    | 0,17%                                |
| Македонци                            | Македонци                            |                                      | 1                                    | 0,17%                                |
| непознато                            | непознато                            |                                      | 0                                    | 0,0%                                 |

| Година пописа     | 1948. | 1953. | 1961. | 1971. | 1981. | 1991. | 2002. |
| ----------------- | ----- | ----- | ----- | ----- | ----- | ----- | ----- |
| Број домаћинстава | 130   | 126   | 136   | 139   | 159   | 175   | 162   |

| Број чланова      | 1  | 2  | 3  | 4  | 5  | 6  | 7  | 8 | 9 | 10 и више | Просек |
| ----------------- | -- | -- | -- | -- | -- | -- | -- | - | - | --------- | ------ |
| Број домаћинстава | 24 | 34 | 27 | 32 | 15 | 14 | 11 | 2 | 2 | 1         | 3,59   |

| Пол    | Укупно | Неожењен/Неудата | Ожењен/Удата | Удовац/Удовица | Разведен/Разведена | Непознато |
| ------ | ------ | ---------------- | ------------ | -------------- | ------------------ | --------- |
| Мушки  | 235    | 72               | 149          | 10             | 4                  | 0         |
| Женски | 247    | 45               | 143          | 53             | 5                  | 1         |
| УКУПНО | 482    | 117              | 292          | 63             | 9                  | 1         |

| Пол    | Укупно                    | Пољопривреда, лов и шумарство | Рибарство                            | Вађење руде и камена | Прерађивачка индустрија       |
| ------ | ------------------------- | ----------------------------- | ------------------------------------ | -------------------- | ----------------------------- |
| Мушки  | 123                       | 22                            | 0                                    | 32                   | 38                            |
| Женски | 70                        | 34                            | 0                                    | 7                    | 9                             |
| УКУПНО | 193                       | 56                            | 0                                    | 39                   | 47                            |
| Пол    | Производња и снабдевање   | Грађевинарство                | Трговина                             | Хотели и ресторани   | Саобраћај, складиштење и везе |
| Мушки  | 7                         | 3                             | 3                                    | 4                    | 7                             |
| Женски | 1                         | 0                             | 5                                    | 3                    | 0                             |
| УКУПНО | 8                         | 3                             | 8                                    | 7                    | 7                             |
| Пол    | Финансијско посредовање   | Некретнине                    | Државна управа и одбрана             | Образовање           | Здравствени и социјални рад   |
| Мушки  | 1                         | 2                             | 2                                    | 1                    | 1                             |
| Женски | 0                         | 1                             | 0                                    | 6                    | 3                             |
| УКУПНО | 1                         | 3                             | 2                                    | 7                    | 4                             |
| Пол    | Остале услужне активности | Приватна домаћинства          | Екстериторијалне организације и тела | Непознато            | Непознато                     |
| Мушки  | 0                         | 0                             | 0                                    | 0                    | 0                             |
| Женски | 1                         | 0                             | 0                                    | 0                    | 0                             |
| УКУПНО | 1                         | 0                             | 0                                    | 0                    | 0                             |

## Познате личности
- Милован Митровић, доктор социолошких наука и редовни професор Универзитета у Београду и Новом Саду.